# 奥特雷 (南达科他州)
奥特雷（英語：Ortley），是美国南达科他州下属的一座城市。根据2010年美国人口普查，该市有人口66人。论人口在本州排行第262。